# Carly Fiorina
Cara Carleton Fiorina (nascuda Cara Carleton Sneed el 6 de setembre de 1954) és una empresària i política americana, coneguda per haver estat CEO de Hewlett-Packard (HP). Fiorina també va presentar nominacions no reeixides per al Senat dels Estats Units el 2010 i a les primàries republicanes per a la presidència el 2016.

## Formació
Després d'estudiar Història medieval i Filosofia a la Universitat Stanford, cursà Administració d’empreses a la Universitat de Maryland i ciències a la MIT Sloan School of Management.

## Activitat empresarial
L’any 1980 entrà a AT&T, on desenvolupà l'activitat professional en venda i màrqueting. El 1999 va ser designada presidenta i consellera delegada de Hewlett-Packard, esdevenint la primera dona a dirigir una empresa que cotitzava a la borsa de Nova York, dins de l'índex Dow Jones.
Com a executiva en cap d'HP entre 1999 i 2005, Fiorina va ser la primera dona a dirigir una companyia entre les 20 primeres del Fortune 500. El 2002 Fiorina va superivsar la fusió més gran fins llavors dins del sector tecnològic, quan HP va adquirir la companyia rival en ordinadors personals Compaq. La transacció va convertir HP en la principal venedora d'ordinadors personals. HP subsegüentment va acomiadar 30.000 empleats americans per estalviar-se 80.000 llocs de treball. El febrer de 2005 va haver de dimitir a causa de desacords amb la junta directiva.

## Activitat política
Fiorina va ser assessora en la campanya presidencial republicana de John McCain l'any 2008. El 2010, va guanyar la nominació republicana per al Senat a Califòrnia, però va perdre les eleccions davant la demòcrata Barbara Boxer. Fiorina va ser candidata a les primàries del Partit Republicà el 2016, i va ser companya de candidatura amb Ted Cruz durant la setmana abans que Cruz suspengués la seva campanya, establint així el rècord de la candidatura a la vicepresidència més curta als Estats Units (7 dies).